# لدواعي أمنية (مسلسل)
مسلسل لدواعي أمنية مسلسل مصري من تمثيل كمال الشناوي، ماجد المصري، منة شلبي، خيرية أحمد وإخراج محمد فاضل (مخرج).
تدور أحداث المسلسل حول أهم مقومات الحياة السوية المتزنة لأي إنسان وهي أن يعيش في أمن وأمان، وبدونهما يفقد المصالحة مع نفسه ومع المجتمع، ويلجأ الي الحماية من الآخرين.. حول هذه الفكرة تدور أحداث المسلسل التليفزيوني 'لدواعي أمنية'. المسلسل تدور أحداثه في إطار سياسي اجتماعي وفكرته جديدة علي الدراما التليفزيونية، حيث يناقش قضية هامة تتركز علي فقدان العدل، الذي يعقبه فقدان الأمن والأمان، ويتولد العنف والإرهاب والظلم. وما ينطبق علي الافراد والبشر ينطبق علي المجتمعات والدول.
يضيف المؤلف: يمثل بطل الحلقات "فريد الجوهري" رمزا للنفوذ والثروة، والسلطة فهو عاشق للنجاح ولا يرضي عنه بديلا. ووصل الي هذا الوضع الاجتماعي علي أشلاء جثث ضحاياه، ورغم كل هذا لم يجرمه القانون ولم يقتص لضحاياه، فتولد عندهم كراهية لهذه الشخصية وأصبح مهددا بالقتل. ولدواعيه الأمنية أحاط نفسه بجيوش من البشر لحمايته وعدم الوصول اليه. كما يناقش المسلسل في إطاره الدرامي عددا من القضايا الهامة منها: الثأر في الصعيد، وتربية الأبناء بشكل خاطيء، ورفض الآباء لفكرة التطور والتغير التي تحدث للأبناء.